# Ichthyodectiformes
Die Ichthyodectiformes sind eine ausgestorbene Ordnung von Knochenfischen (Osteichthyes). Sie lebten vom Mittleren Jura bis zur Oberen Kreide, die meisten Gattungen im Meer, einige auch im Brack- oder Süßwasser.

## Merkmale

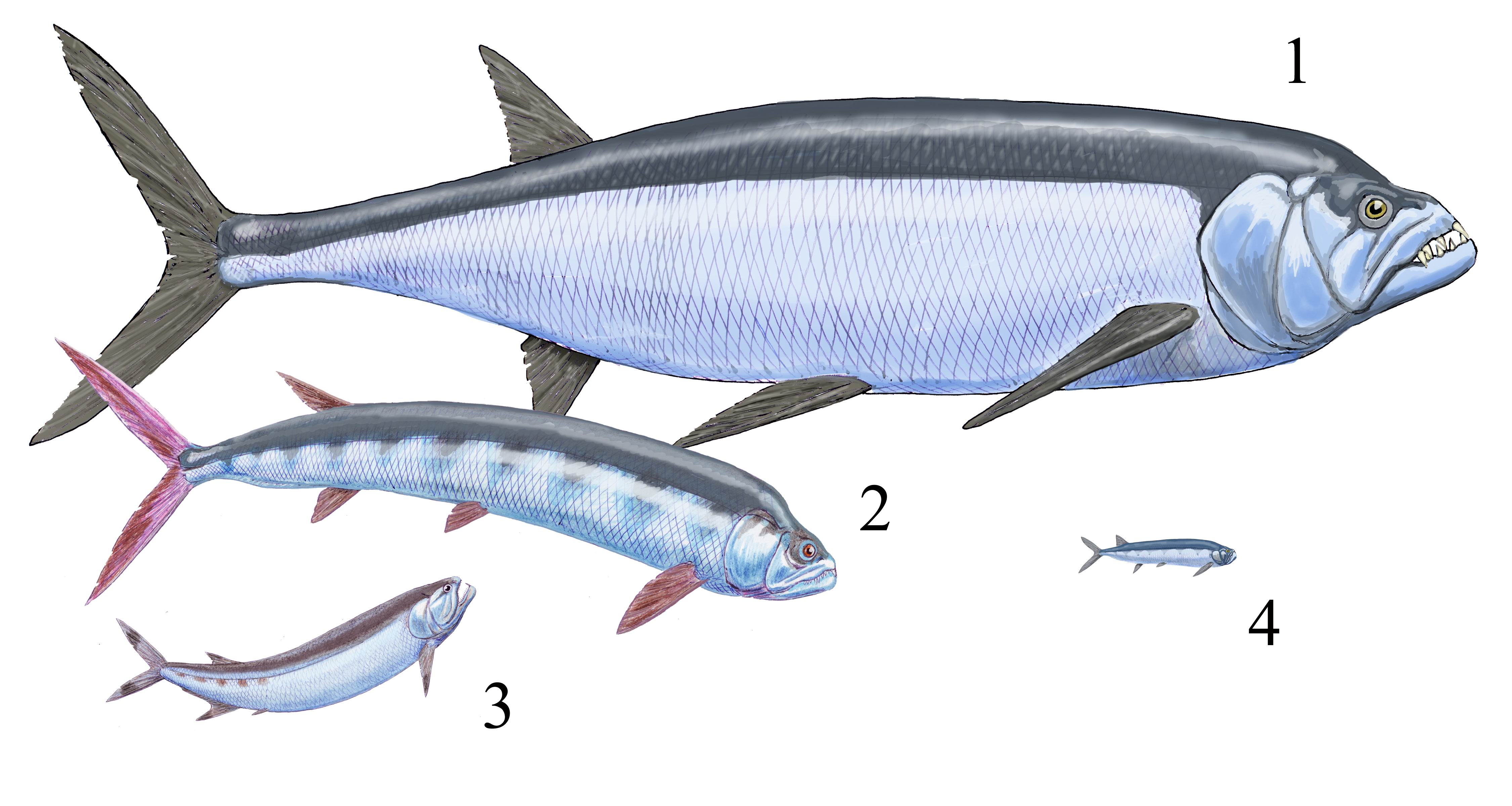
Einige Ichthyodectidae: 1 Xiphactinus audax, 2 Ichthyodectes ctenodon, 3 Cladocyclus gardneri, 4 Chirocentrites coronini

Die Fische unterscheiden sich durch den Bau des Schwanzflossenskeletts und einen besonderen, Ethmopalatinum genannten Knochen im Nasengrubenboden von allen anderen Echten Knochenfischen (Teleostei). Ihre Schwanzflosse ist groß und tief gegabelt, typisch für schnelle Jäger des Freiwassers (Pelagial). Die meisten Gattungen haben eine lange Afterflosse mit 24 bis 37 Flossenstrahlen. Die Rückenflosse sitzt weit hinten, der Afterflosse gegenüber.
Die Ichthyodectiformes waren Raubfische, die in ihren Kiefern lange konische Fangzähne trugen. Die Angehörigen der Familie Ichthyodectidae wurden teilweise sehr groß, Gillicus erreichte Längen von 1,5 Meter, Ichthyodectes wurde 2,2 Meter lang und Xiphactinus audax wurde über vier Meter lang.

## Systematik
Die Ichthyodectiformes gehören zu den Neuflossern (Neopterygii) und werden durch den amerikanischen Ichthyologen Joseph S. Nelson mit den rezenten, im Süßwasser lebenden, Knochenzünglerartigen (Osteoglossiformes) und Mondaugen (Hiodontiformes) in die Gruppe der Knochenzünglerähnlichen (Osteoglossomorpha) gestellt. Die Monophylie der Ichthyodectiformes ist unsicher.
Es werden fünf Familien unterschieden:
- Allothrissopidae
- Cladocyclidae
- Ichthyodectidae
- Occithrissopidae
- Saurodontidae